# Schizomitrium rufescens
Schizomitrium rufescens là một loài Rêu trong họ Hookeriaceae. Loài này được (Mitt.) J. Florsch. mô tả khoa học đầu tiên năm 1986.